# سیارک ۱۰۶۰۹
سیارک ۱۰۶۰۹ (به انگلیسی: 10609 Hirai، نامگذاری:1996WC3) ده هزار و ششصد و نهمین سیارک کشف شده‌است که در ۲۸ نوامبر ۱۹۹۶ کشف شد.
قدر مطلق سیارک برابر ۱۵٫۰۰ است.